# Bowali
Bowali is een census town in het district Dakshin 24 Parganas van de Indiase staat West-Bengalen.

## Demografie
Volgens de Indiase volkstelling van 2001 wonen er 10.200 mensen in Bowali, waarvan 53% mannelijk en 47% vrouwelijk is. De plaats heeft een alfabetiseringsgraad van 76%.